# المهذب في الكحل المجرب
المهذب في الكحل المجرب (بالإنجليزية: al-Muhaḏḏab fī al-Kuhl). كتاب في طب العيون من تأليف الطبيب والعالم الموسوعي ابن النفيس (١٢١٣ - ١٢٨٨). يعتبر هذا الكتاب من الأعمال الأصيلة لابن النفيس، والتي حاول فيها الرد على بعض الرسائل والكتب التي كتبها معاصروه في مجال طب العيون.

## طبعات الكتاب
مخطوطة الكتاب محفوظة في مكتبة الفاتيكان وقد ظهرت عدة طبعات حديثة من الكتاب مثل النسخة التي حققها يوسف زيدان وصدرت عن الهيئة المصرية العامة للكتاب عام ١٩٩٠ وتقع في ٩٩ صفحة، والنسخة التي حققها تحقيق محمد ظافر الوفائي ومحمد رواس قلعه جي ونشرت في عام ١٩٩٤ وتقع في أكثر من ٥٠٠ صفحة.

## أهمية الكتاب
تكمن أهمية الكتاب في كونه واحدًا من المؤلفات الطبية التي أسست لطب العيون في الحضارة العربية الإسلامية، وقد اشتمل على عدة أبحاث وعلاجات تتميز بالأصالة. لقد حاول ابن النفيس في كتابه هذا تصحيح بعض الأخطاء التي صدرت عن بعض معاصريه أو سابقبه من الأطباء مثل يوحنا بن ماسوييه و ابن إسحق.
ناقشت العديد من الأبحاث المعاصرة هذا الكتاب، ومنها:
- طب العيون عند العرب من خلال المهذب في الكحل المجرب لابن النفيس، غانم، مؤنس محمد منشور: (1981).
- الأدوية المركبة في كتاب المهذب في الكحل لابن النفيس: عرض وتحليل، خراط، محمد يحيى منشور: (1988).
- كتاب المهذب في الكحل لابن النفيس راسة هستوريوغرافية بواسطة: الحمارنة، نشأت منشور: (1985).

## لمحة عن المؤلف

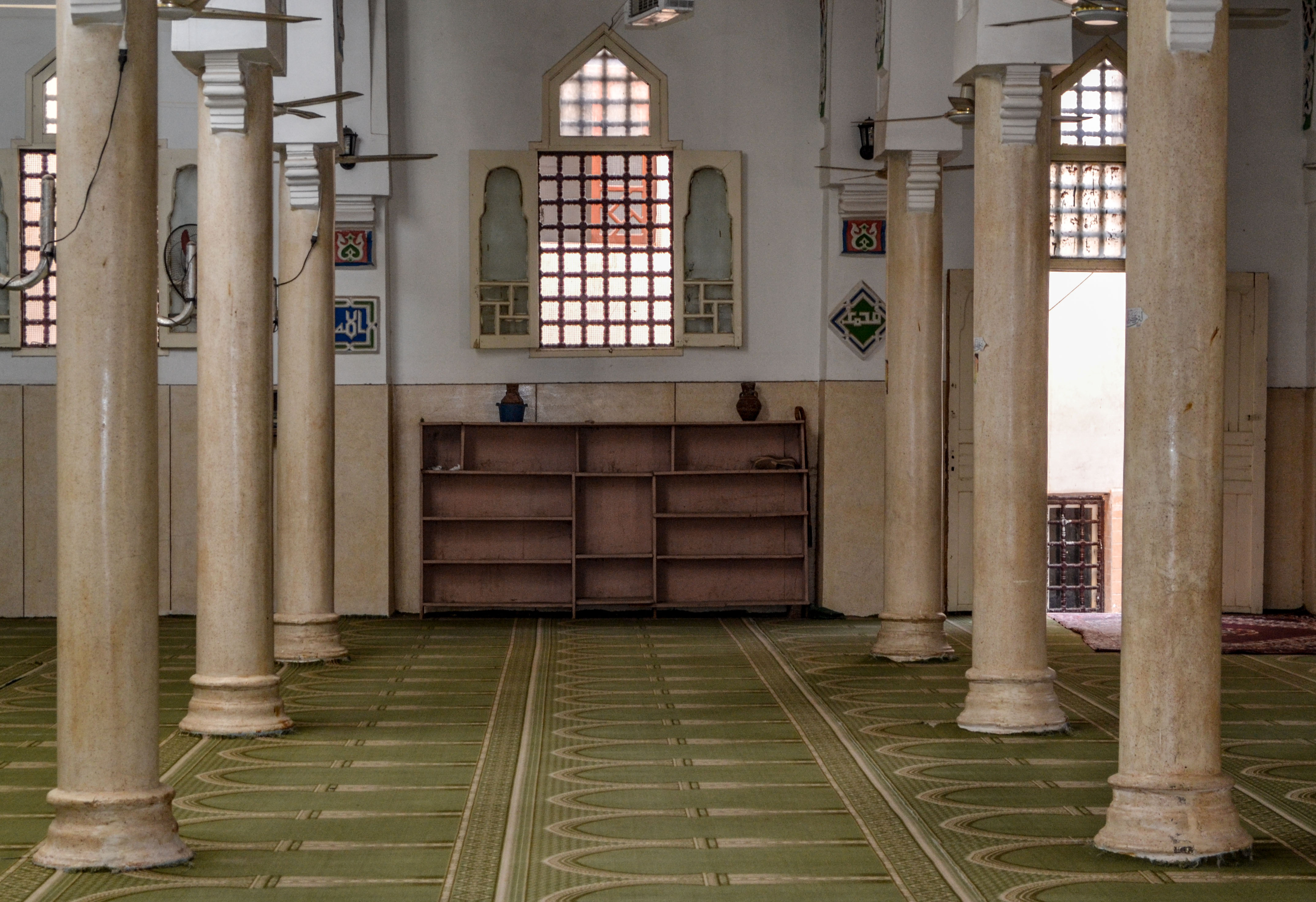
جامع ابن النفيس

ابن النفيس طبيب وفيلسوف وعالم موسوعي عربي، ولد في دمشق عام ١٢١٣، وتوفي في القاهرة عام ١٢٨٨، له مؤلفات كثيرة في مجال الطب، بالإضافة لرسائل وكتب أخرى في الفلسفة واللغة العربية وعلوم الدين. تأتي شهرة ابن النفيس الأساسية بفضل التصور الذي وضعه عن الدورة الدموية الصغرى في كتابه شرح تشريح القانون

## أعمال أخرى للمؤلف
لابن النفيس عشرات الكتب والرسائل المتنوعة، من أشهرها:
- الشامل في الصناعة الطبية.
- شرح تشريح القانون.
- الموجز في الطب.
- المختار في الأغذية.
- شرح فصول أبقراط.

1. ↑  "Ibn an-Nafīs | Muslim physician | Britannica". www.britannica.com (بالإنجليزية). Archived from the original on 2022-04-05. Retrieved 2022-04-16.
2. ↑  Leaman، Oliver (2006). "Ibn Al-Nafis, 'Ali ibn Abi al-Haram (607–87/1210–88)". The Biographical Encyclopedia of Islamic Philosophy: 211–212. DOI:10.5040/9781474219624-0142. مؤرشف من الأصل في 2022-04-21.
3. 1 2  "Islamic Ophthalmology and Islamic Medicine". explorable.com. مؤرشف من الأصل في 2021-11-19. اطلع عليه بتاريخ 2022-04-16.
4. ↑  "مصورات عبد الرحمن النجدي - الكتب - المهذب في الكحل المجرب - علي بن أبي الحزم القرشي الدمشقي (ابن النفيس) PDF". www.moswarat.com. مؤرشف من الأصل في 2020-02-24. اطلع عليه بتاريخ 2022-04-17.
5. ↑  "Theodore (602?–690)". Oxford Dictionary of National Biography. Oxford University Press. 6 فبراير 2018. مؤرشف من الأصل في 2022-04-20.
6. ↑  Diramali، Murat؛ Benek، Selim؛ Arslan، Ali Osman (2 فبراير 2014). "Role of Ibn Al-Nafis in the Discovery of Blood Circulation". Acta Medica Anatolia. ج. 2 ع. 1: 29. DOI:10.15824/actamedica.34764. ISSN:2148-2357. مؤرشف من الأصل في 2022-04-21.
7. ↑  "Search results for "ابن النفيس" (showing 1-20 of 26 books)". www.goodreads.com. مؤرشف من الأصل في 2024-07-03. اطلع عليه بتاريخ 2022-04-17.